# Brachyrhopala scutellata
Brachyrhopala scutellata là một loài ruồi trong họ Asilidae. Brachyrhopala scutellata được Clements miêu tả năm 2000. Loài này phân bố ở miền Australasia.